# Nahrabije
Nahrabije (ukr. Награбіє, ros. Награбие) – przystanek kolejowy w pobliżu miejscowości Kąty, w rejonie tarnopolskim, w obwodzie tarnopolskim, na Ukrainie. Położony jest na linii Tarnopol – Stryj.